# Netrocoryne
Netrocoryne is een geslacht van vlinders van de familie dikkopjes (Hesperiidae).

## Soorten
- N. repanda Felder & Felder, 1867
- N. thaddeus (Hewitson, 1876)